# Адвайта (черепаха)
Черепаха Адвайта («единственный» на санскрите, 1800, Сейшельские Острова — 22 марта 2006, Калькутта, Индия) — животное, признанное одним из старейших в мире. На момент смерти в ночь с 22 на 23 марта 2006 года черепахе насчитывалось, по разным оценкам, от 150 до 250 лет.
Адвайта относился к гигантским черепахам, обитающим на атолле Алдабра, одном из многочисленных участков суши разбросанного в Индийском океане архипелага Сейшельские острова. Это место, на котором живут около 152 тысяч представителей того же вида, объявлено ООН объектом всемирного наследия. Средний вес такой черепахи — около 120 килограммов. Адвайта был очень популярен у туристов и привлекал в городской зоопарк города Калькутты множество посетителей.
По словам министра сельского хозяйства индийского штата Западная Бенгалия Джогеша Бармана, Адвайта был любимцем умершего в 1774 году героя Семилетней войны и покорителя Индии — лорда Клайва из Ост-Индской торговой компании. Животное якобы провело в поместье лорда несколько лет. Источник информации Барман не приводит.